# Srednja Evropa
Srednja Evropa je območje Evrope med zahodno in vzhodno Evropo, ki temelji na skupni zgodovinski, družbeni in kulturni identiteti. Pojem se je pojavil v 19. stoletju, njegovo zgodovino pa pomembno zaznamuje tridesetletna vojna med katolicizmom in protestantizmom.
Obsega večino nekdanjih ozemelj Svetega rimskega cesarstva in sosednjih kraljevin Poljske in Madžarske. Madžarska in deli Poljske so pozneje postali del habsburške monarhije, ki je prav tako pomembno zaznamovala zgodovino Srednje Evrope. Za razliko od zahodnoevropskih (Portugalska, Španija itd.) in vzhodnoevropskih (Rusija) držav srednjeevropski narodi zaradi svoje notranjosti in drugih dejavnikov niso nikoli imeli omembe vrednih kolonij (čezmorskih ali sosednjih). Pogosto se trdi, da je bilo prav pomanjkanje prvotnih čezmorskih kolonij Nemčije eden od glavnih vzrokov za nastanek prve in druge svetovne vojne.
Po drugi svetovni vojni je bila Srednja Evropa razdeljena z železno zaveso (kot so se dogovorili veliki trije na Jaltski in Potsdamski konferenci) na dva dela, kapitalistični zahodni blok in komunistični vzhodni blok. Berlinski zid je bil eden najvidnejših simbolov teh umetnih in prisilnih delitev. Stalin se je zavzemal za vzpostavitev »sovjetskega 'področja vpliva' v Srednji Evropi, začenši s Poljsko, da bi Sovjetski zvezi zagotovil geopolitično ločilno območje med njo in zahodnim kapitalističnim svetom«.
Srednja Evropa se je konec 20. in v začetku 21. stoletja začela »strateško prebujati« s pobudami, kot so Srednjeevropsko obrambno sodelovanje, Srednjeevropska pobuda, Centrope in Višegrajska skupina. To prebujenje so sprožili pisatelji in drugi intelektualci, ki so prepoznali družbeno paralizo razpadajočih diktatur in se čutili prisiljene spregovoriti proti sovjetskemu zatiranju.
Vse srednjeevropske države so po indeksu človekovega razvoja trenutno uvrščene na seznam »zelo visoko razvitih«.

## Zgodovinski pogled

### Srednji vek in zgodnji novi vek
Elementa kulturne enotnosti Severozahodne, Jugozahodne in Srednje Evrope sta vedno bila katolicizem in latinščina. V Vzhodni Evropi, ki je ostala vzhodnopravoslavna, pa je prevladoval bizantinski kulturni vpliv; po veliki shizmi leta 1054 je Vzhodna Evropa v okviru Vzhodne pravoslavne cerkve, cerkvenoslovanščine in cirilice razvila kulturno enotnost in odpor proti katoliški (in pozneje tudi protestantski) Zahodni Evropi.
- Frankovsko cesarstvo in njene vazalne države leta 814
- Možno območje Velikomoravske pod Svetopolkom I. Moravskim (870–894)
- Vzhodnofrankovska država leta 843
- Poljska pod dinastijo Pjastov leta 1000
- Ogrska leta 1190
- Sveto rimsko cesarstvo leta 1600
- Republika obeh narodov in njeni fevdi leta 1619

Po mnenju madžarskega zgodovinarja Jenőja Szűcsa so bili temelji srednjeevropske zgodovine v prvem tisočletju tesno povezani z zahodnoevropskim razvojem. Pojasnil je, da med 11. in 15. stoletjem ni prišlo le do pokristjanjevanja in njegovih kulturnih posledic, temveč so se v Srednji Evropi pojavile tudi jasno opredeljene družbene značilnosti, ki so temeljile na zahodnih značilnostih. Ključna beseda zahodnega družbenega razvoja po tisočletju je bila širjenje svoboščin in avtonomije v Zahodni Evropi. Ti pojavi so se sredi 13. stoletja pojavili v srednjeevropskih državah. Obstajale so samouprave mest, okrožij in parlamentov.
Leta 1335, pod vladavino madžarskega kralja Karla I. Ogrskega, je bil grad Višegrad, sedež madžarskih vladarjev, prizorišče kraljevega vrha kraljev Poljske, Češke in Madžarske. Dogovorili so se o tesnem sodelovanju na političnem in trgovinskem področju, kar je njihove naslednike po koncu hladne vojne spodbudilo k uspešni srednjeevropski pobudi.
V srednjem veku so srednjeevropska mesta prevzela magdeburške pravice in oblikovala samouprave.

### Pred prvo svetovno vojno
Pred letom 1870 se industrializacija, ki se je začela razvijati v Severozahodni in Srednji Evropi ter Združenih državah Amerike, ni bistveno razširila na preostali svet. Tudi v Vzhodni Evropi je industrializacija močno zaostajala. Rusija je na primer ostala pretežno ruralna in kmetijska, njeni avtokratski vladarji pa so kmete držali v tlačanstvu. Pojem Srednja Evropa je bil znan že v začetku 19. stoletja, vendar se je njeno resnično življenje začelo v 20. stoletju in takoj postalo predmet intenzivnega zanimanja. Prvi koncept je združeval znanost, politiko in gospodarstvo – bil je tesno povezan z intenzivno rastočim nemškim gospodarstvom in njegovimi težnjami po prevladi v delu evropske celine, imenovanem Mitteleuropa. Nemški izraz za Srednjo Evropo je bil tako moderen, da so ga začeli uporabljati tudi drugi jeziki, ko so označevali ozemlja od Rena do Visle ali celo Dnepra ter od Baltskega morja do Balkana. Primer takratne vizije Srednje Evrope je viden v knjigi Josepha Partscha iz leta 1903.
21. januarja 1904 je bilo v Berlinu ustanovljeno Srednjeevropsko gospodarsko združenje (Mitteleuropäischer Wirtschaftsverein), katerega glavni cilj je bilo gospodarsko povezovanje Nemčije in Avstro-Ogrske (s kasnejšo razširitvijo na Švico, Belgijo in Nizozemsko). Spet drugič se je izraz Srednja Evropa začel povezovati z nemškimi načrti za politično, gospodarsko in kulturno prevlado. T. i. »Biblija« srednjeevropskega koncepta je knjiga Friedricha Naumanna z naslovom Mitteleuropa, v kateri je pozval k ustanovitvi gospodarske federacije po prvi svetovni vojni. Po Naumannovi zamisli naj bi bila v središču federacije Nemčija in Avstro-Ogrska, vključevala pa naj bi tudi vse evropske države zunaj Trojne antante. Po nemškem porazu v prvi svetovni vojni in razpadu Avstro-Ogrske je koncept propadel. Oživitev te ideje je mogoče opaziti v Hitlerjevem obdobju.

### Medvojno obdobje
Po podatkih Emmanuela de Martonne so bile leta 1927 srednjeevropske države naslednje: Avstrija, Češkoslovaška, Nemčija, Madžarska, Poljska, Romunija in Švica. Avtor za opredelitev Srednje Evrope uporablja tako človeške kot fizičnogeografske značilnosti, vendar ne upošteva pravnega razvoja ali družbenega, kulturnega, gospodarskega in infrastrukturnega razvoja v teh državah.
Medvojno obdobje (1918–1938) je prineslo nov geopolitični sistem ter gospodarske in politične težave, pojem Srednje Evrope pa je dobil drugačen značaj. Središče zanimanja se je preselilo na njen vzhodni de – v države, ki so se (ponovno) pojavile na zemljevidu Evrope: Češkoslovaško, Madžarsko in Poljsko. Srednja Evropa je prenehala biti območje nemških prizadevanj za vodenje ali prevlado in je postala območje različnih integracijskih gibanj, katerih cilj je bil reševanje političnih, gospodarskih in nacionalnih problemov »novih« držav, kar je predstavljalo način soočanja z nemškimi in sovjetskimi pritiski. Vendar je bilo navzkrižje interesov preveliko, zato nista uspeli niti ideja Male antante niti Intermariuma (Międzymorze). K temu ni pripomoglo niti dejstvo, da je bila Češkoslovaška edina večkulturna, demokratična in liberalna država med svojimi sosedami. Dogodke pred drugo svetovno vojno v Evropi—vključno s tako imenovano zahodno izdajo in Münchenskim sporazumom—sta v veliki meri omogočila naraščajoči nacionalizem in etnocentrizem, ki sta bila značilna za to obdobje.
Medvojno obdobje je v koncept Srednje Evrope vneslo nove elemente. Pred prvo svetovno vojno je obsegala predvsem nemške države (Nemčija, Avstrija), nenemška ozemlja pa so bila območje načrtovanega nemškega prodora in prevlade – vodilni položaj Nemčije naj bi bil naravna posledica gospodarske prevlade. Po vojni je bil vzhodni del Srednje Evrope postavljen v središče koncepta. V tem času so se znanstveniki začeli zanimati za to idejo: Mednarodni zgodovinski kongres v Bruslju leta 1923 se je posvetil Srednji Evropi, kongres leta 1933 pa je nadaljeval razprave.
Madžarska zgodovinarka Magda Ádám je v svoji študiji Versajski sistem in Srednja Evropa (2006) zapisala: »Danes vemo, da je bila nadloga Srednje Evrope Mala antanta, vojaško zavezništvo Češkoslovaške, Romunije in Kraljevine Srbov, Hrvatov in Slovencev (pozneje Jugoslavije), ki leta 1921 ni bila ustanovljena zaradi sodelovanja Srednje Evrope ali boja proti nemški širitvi, temveč zaradi napačnega prepričanja, da je treba popolnoma nemočno Madžarsko potlačiti.«
Avantgardna gibanja v Srednji Evropi so bila pomemben del razvoja modernizma, ki je v 20. letih 20. stoletja dosegel svoj vrhunec po vsej celini. Vir srednjeevropskih avantgard (Los Angeles County Museum of Art) vsebuje primarne dokumente o avantgardah v Avstriji, na Češkoslovaškem, v Nemčiji, na Madžarskem in na Poljskem med letoma 1910 in 1930. Manifesti in revije srednjeevropskih radikalnih umetniških krogov so dobro znani zahodnim znanstvenikom in se poučujejo na temeljnih univerzah te vrste v zahodnem svetu.

### Mitteleuropa
Mitteleuropa se lahko nanaša na zgodovinski koncept ali na sodobno nemško opredelitev Srednje Evrope. Nemški izraz Mitteleuropa (ali njegov dobesedni prevod Srednja Evropa) je kot zgodovinski pojem dvoumen nemški pojem. Po Fritzu Fischerju je bila Mitteleuropa načrt iz obdobja rajha 1871–1918, s katerim naj bi stare cesarske elite poskušale zgraditi sistem nemške gospodarske, vojaške in politične prevlade od severnega morja do Bližnjega vzhoda in od Nizkih držav prek ruskih step do Kavkaza. Kasneje je profesor Fritz Epstein trdil, da je bila grožnja slovanske »Drang nach Westen« (zahodne ekspanzije) glavni dejavnik za nastanek ideologije Mitteleurope, še preden je leta 1871 nastal rajh.
V Nemčiji je bila ta konotacija včasih povezana tudi s predvojnimi nemškimi pokrajinami vzhodno od linije Odra-Nisa.
Izraz »Mitteleuropa« pri nekaterih starejših ljudeh vzbuja negativne zgodovinske asociacije, čeprav Nemci v regiji niso imeli izključno negativne vloge. Večina srednjeevropskih Judov je sprejela razsvetljensko nemško humanistično kulturo 19. stoletja. Nemško govoreči Judje z Dunaja, Budimpešte in Prage na prelomu 19. in 20. stoletja so postali predstavniki najboljše srednjeevropske kulture, čeprav je nacistična različica »Mitteleurope« to kulturo uničila. Vendar se izraz »Mitteleuropa« zdaj v nemškem izobraževanju in medijih spet pogosto uporablja brez negativnega pomena, zlasti po padcu komunizma. Mnogi prebivalci novih nemških dežel se namreč ne opredeljujejo kot del Zahodne Evrope in zato raje uporabljajo izraz »Mitteleuropa«.

### Srednja Evropa med drugo svetovno vojno
Med drugo svetovno vojno je Srednjo Evropo v veliki meri okupirala nacistična Nemčija. Številna območja so bila bojna in posledično opustošena. Zaradi množičnega poboja Judov so se številna njihova stoletja stara naselitvena območja izpraznila ali pa so se tam naselili drugi ljudje, njihova kultura pa je bila izbrisana. Tako Adolf Hitler kot Josif Stalin sta diametralno nasprotovala stoletnim habsburškim načelom »živi in pusti živeti« glede etničnih skupin, narodov, manjšin, religij, kultur in jezikov ter poskušala uveljaviti svoje ideologije in oblastne interese v Srednji Evropi. Zavezniki so imeli različne načrte za povojno državno ureditev v Srednji Evropi. Medtem ko si je Stalin prizadeval pridobiti čim več držav pod svoj nadzor, je Winston Churchill raje oblikoval srednjeevropsko Donavsko konfederacijo, ki bi te države usmerila proti Nemčiji in Rusiji.
Obstajali so tudi načrti za priključitev Bavarske in Württemberga k razširjeni Avstriji. Za ta cilj so si prizadevala tudi različna odporniška gibanja okoli Otta von Habsburga. V tej smeri je načrtovala tudi skupina okoli avstrijskega duhovnika Heinricha Maierja, ki je uspešno pomagala zaveznikom pri vodenju vojne, saj je med drugim v ZDA posredovala proizvodne lokacije in načrte za rakete V-2, tanke Tiger in letala. Tako je tudi Otto von Habsburg skušal Madžarsko iztrgati iz rok nacistične Nemčije in ZSSR. Po vojni je bilo treba preprečiti nemško moč v Evropi zaradi različnih razlogov. Churchillove zamisli, da bi z operacijo iz Jadranskega morja pred Rusi dosegli območje okoli Dunaja in Budimpešte, načelniki štabov zahodnih zavezniških sil niso odobrili. Zaradi vojaških razmer ob koncu vojne so prevladali Stalinovi načrti in velik del Srednje Evrope je prišel pod ruski nadzor.

### Srednja Evropa za železno zaveso
Po drugi svetovni vojni so veliki deli Evrope, ki so bili kulturno in zgodovinsko zahodni, postali del vzhodnega bloka. Češki pisatelj Milan Kundera (izseljenec v Franciji) je leta 1984 v New York Review of Books pisal o »tragediji Srednje Evrope«. Meja med obema blokoma se je imenovala železna zavesa. Zato se je angleški izraz Central Europe (Srednja Evropa) vse pogosteje uporabljal le za najzahodnejše države nekdanjega Varšavskega pakta (Vzhodna Nemčija, Poljska, Češkoslovaška, Madžarska), da bi jih opredelil kot komunistične države, ki so bile kulturno povezane z Zahodno Evropo. Ta uporaba se je nadaljevala po koncu Varšavskega pakta, ko so se te države začele spreminjati.
Obdobje po drugi svetovni vojni je v državah vzhodnega bloka prineslo blokado raziskav o Srednji Evropi, saj je vsak njihov rezultat dokazoval drugačnost Srednje Evrope, kar je bilo v nasprotju s stalinistično doktrino. Po drugi strani je tema postala priljubljena v zahodni Evropi in Združenih državah, pri čemer so veliko raziskav opravili priseljenci iz Srednje Evrope. Ob koncu komunizma so se publicisti in zgodovinarji v Srednji Evropi, zlasti protikomunistična opozicija, vrnili k svojim raziskavam.
Po mnenju Karla A. Sinnhuberja (Central Europe: Mitteleuropa: Europe Centrale: An Analysis of a Geographical Term) večina srednjeevropskih držav ni mogla ohraniti svoje politične neodvisnosti in je postala sovjetska satelitska Evropa. Poleg Avstrije sta svojo politično suverenost do neke mere ohranili le obrobni evropski državi Finska in Jugoslavija, ki sta ostali zunaj vseh vojaških zavezništev v Evropi.
Odprtje železne zavese med Avstrijo in Madžarsko na vseevropskem pikniku 19. avgusta 1989 je nato sprožilo mirno verižno reakcijo, na koncu katere ni bilo več Vzhodne Nemčije in vzhodni blok je razpadel. To je bil največji pobeg iz Vzhodne Nemčije po izgradnji berlinskega zidu leta 1961. Po pikniku, ki je temeljil na zamisli Otta von Habsburga, da bi preveril odziv ZSSR in Mihaila Gorbačova na odprtje meje, se je več deset tisoč medijsko obveščenih vzhodnih Nemcev odpravilo na Madžarsko. Vodstvo NDR v Vzhodnem Berlinu si ni upalo popolnoma blokirati meja lastne države, ZSSR pa se ni odzvala. S tem se je porušil oklep vzhodnega bloka in Srednja Evropa se je osvobodila komunizma.

### Vloge
Po mnenju ameriškega profesorja Ronalda Tierskyja je bil vrh leta 1991 v Višegradu na Madžarskem, ki so se ga udeležili poljski, madžarski in češkoslovaški predsednik, takrat razglašen za velik preboj v srednjeevropskem sodelovanju, vendar je Višegrajska skupina postala sredstvo za usklajevanje poti Srednje Evrope v Evropsko unijo, medtem ko je razvoj tesnejših vezi znotraj regije zamrl.
Ameriški profesor Peter J. Katzenstein je Srednjo Evropo opisal kot vmesno postajo v procesu evropeizacije, ki na različne, čeprav primerljive načine zaznamuje proces preoblikovanja držav Višegrajske skupine. Po njegovem mnenju se v sodobnem nemškem javnem diskurzu »srednjeevropska identiteta« nanaša na civilizacijsko ločnico med katolicizmom in vzhodnim pravoslavjem. Pravi, da ni natančnega in nespornega načina za določitev, ali so Litva, Latvija, Estonija, Srbija, Hrvaška, Slovenija, Romunija ali Bolgarija del Srednje Evrope.

## Opredelitve
Srednja Evropa je bolj kot fizična enota pojem skupne zgodovine, ki je v nasprotju s sosednjimi regijami. O tem, kako poimenovati in opredeliti srednjeevropsko območje, potekajo razprave. Zelo pogosto je opredelitev odvisna od narodnosti in zgodovinske perspektive njenega avtorja.

### Akademske definicije
Glavne predlagane regionalne opredelitve, ki jih je zbral poljski zgodovinar Jerzy Kłoczowski, vključujejo:
- Zahodno in vzhodno Srednjo Evropo – ta koncept, predstavljen leta 1950,[62] razlikuje dve regiji v Srednji Evropi: nemško zahodno središče z imperialno tradicijo rajha in vzhodno središče, ki ga pokrivajo različni narodi od Finske do Grčije, umeščeni med velike imperije Skandinavije, Nemčije, Italije in Sovjetske zveze.
- Srednjo Evropo kot območje kulturne dediščine Republike obeh narodov – o pomembnosti tega pojma vztrajajo predvsem ukrajinski, beloruski in litvanski zgodovinarji v sodelovanju (od leta 1990) s poljskimi zgodovinarji
- Srednjo Evropo kot regijo, povezano z zahodno civilizacijo od ustanovitve lokalnih držav in cerkva, vključno z državami, kot so Republika obeh narodov, Kraljevina Hrvaška, Sveto rimsko cesarstvo, poznejše Nemško cesarstvo, Habsburška monarhija, Ogrska in Češka krona. Tako razumljena Srednja Evropa meji na Rusijo in Jugovzhodno Evropo, vendar je točno mejo regije težko določiti.
- Srednjo Evropa kot območje kulturne dediščine habsburškega cesarstva (pozneje Avstro-Ogrske) - pojem, ki je priljubljen v regijah ob Donavi: Avstrija, Češka, Slovaška, Slovenija, velik del Hrvaške, Romunija in Srbija, pa tudi manjši deli Poljske in Ukrajine. Na Madžarskem zoženje Srednje Evrope na nekdanje habsburške dežele ni priljubljeno.
- Koncept, ki poudarja povezave Belorusije, Moldavije in Ukrajine z Rusijo, in obravnava ruski imperij skupaj s celotnim slovanskim pravoslavnim prebivalstvom kot eno celoto – takšno stališče zavzema rusko zgodovinopisje.
- Dežele pod habsburško vladavinoKoncept, ki poudarja povezave z Zahodom, zlasti iz 19. stoletja in velikega obdobja osvoboditve in oblikovanja nacionalnih držav – to idejo predstavljajo jugovzhodne države, ki dajejo prednost razširjenemu konceptu »vzhodnega centra«, ki izraža njihove povezave z zahodno kulturo.

Nekdanji profesor na dunajski univerzi Lonnie R. Johnson opozarja na merila, po katerih se Srednja Evropa razlikuje od Zahodne, Vzhodne in Jugovzhodne Evrope:
- Eno od meril za opredelitev Srednje Evrope so meje srednjeveških imperijev in kraljestev, ki v veliki meri ustrezajo verskim mejam med katoliškim Zahodom in pravoslavnim Vzhodom.[64] Pogani v Srednji Evropi so se spreobrnili v katolištvo, v Jugovzhodni in Vzhodni Evropi pa so se vključili v vzhodno pravoslavno cerkev.[64]
- Večnacionalni imperiji so bili značilni za Srednjo Evropo.[64] Madžarska in Poljska, danes majhni in srednje veliki državi, sta bili v svoji zgodnji zgodovini cesarstvi.[64] Zgodovinsko kraljestvo Ogrske je bilo do leta 1918 trikrat večje od današnje Madžarske,[64] Poljska pa je bila v 16. stoletju največja država v Evropi.[64] V obeh kraljestvih je živelo veliko različnih ljudstev.[64]

Prav tako meni, da je Srednja Evropa dinamičen zgodovinski in ne statičen prostorski pojem. Na primer Litva, precejšen del Belorusije in zahodna Ukrajina so danes v Vzhodni Evropi, pred 240 leti pa so bile v Republiki obeh narodov.
Johnsonova študija o Srednji Evropi je v znanstveni skupnosti naletela na odobravanje in pozitivne kritike. Vendar pa po mnenju romunske raziskovalke Marie Bucur ta zelo ambiciozen projekt trpi zaradi pomanjkljivosti, ki jih narekuje njegov obseg (skoraj 1600 let zgodovine).

### Enciklopedije, leksikoni, slovarji
Columbia Encyclopedia opredeljuje Srednjo Evropo kot: Nemčijo, Švico, Lihtenštajn, Avstrijo, Poljsko, Češko, Slovaško in Madžarsko. World Factbook uporablja podobno opredelitev in dodaja tudi Slovenijo. Encyclopedia Encarta in Encyclopædia Britannica regije ne opredeljujeta jasno, vendar Encarta v posameznih člankih o državah iste države uvršča v Srednjo Evropo, Slovenijo pa dodaja v »južno Srednjo Evropo«.
Nemška enciklopedija Meyers Grosses Taschenlexikon (Meyersova velika žepna enciklopedija) iz leta 1999 opredeljuje Srednjo Evropo kot osrednji del Evrope brez natančnih meja na vzhodu in zahodu. Izraz se večinoma uporablja za poimenovanje ozemlja med Šeldo in Vislo ter Donavo in Moravskimi vrati. Običajno se za srednjeevropske države štejejo Avstrija, Hrvaška, Češka, Nemčija, Madžarska, Lihtenštajn, Poljska, Slovaška, Slovenija, Švica; v širšem smislu tudi Romunija in Srbija, občasno tudi Belgija, Nizozemska in Luksemburg.
Po Meyers Enzyklopädisches Lexikon je Srednja Evropa del Evrope, ki ga sestavljajo Avstrija, Belgija, Češka, Slovaška, Nemčija, Madžarska, Luksemburg, Nizozemska, Poljska, Romunija in Švica ter severne obrobne regije Italije in Jugoslavije (severne države – Hrvaška, Srbija in Slovenija), pa tudi severovzhodna Francija.
Nemški Stalni odbor za zemljepisna imena (Ständige Ausschuss für geographische Namen), ki pripravlja in priporoča pravila za enotno rabo zemljepisnih imen, predlaga dva sklopa meja. Prva sledi mednarodnim mejam sedanjih držav. Druga na kulturnih merilih deli in vključuje nekatere države. V primerjavi z nekaterimi drugimi opredelitvami je širša in vključuje Luksemburg, Hrvaško, Estonijo, Latvijo, Litvo, v drugem pomenu pa dele Rusije, Belorusije, Ukrajine, Romunije, Srbije, Italije in Francije.

### Geografske definicije
Ni splošnega soglasja niti o tem, kakšno geografsko območje je Srednja Evropa, niti o tem, kako jo nadalje geografsko razdeliti.
Izraz »Srednja Evropa« včasih označuje geografsko opredelitev Podonavja v osrčju celine, vključno z jezikovnimi in kulturnimi območji, ki so danes vključena v države Hrvaško, Češko, Madžarsko, Poljsko, Romunijo, Srbijo, Slovaško, Slovenijo in običajno tudi Avstrijo in Nemčijo, nikoli pa Rusijo in druge države nekdanje Sovjetske zveze proti gorovju Ural.

### Vladne in druge organizacije
Terminologija držav EU11 se nanaša na srednje-, vzhodnoevropske in baltske države članice, ki so k Evropski uniji pristopile leta 2004 in pozneje: leta 2004 Češka, Estonija, Latvija, Litva, Madžarska, Poljska, Slovenija in Slovaška, leta 2007 Bolgarija, Romunija in leta 2013 Hrvaška.

### Galerija različnih zemljevidov
- Srednja Evropa po Petru J. Katzensteinu (1997)    Države Višegrajske skupine so v knjigi imenovane Srednja Evropa[59]  države, za katere ni natančnega in nespornega načina, da bi se odločili, ali so del Srednje Evrope ali ne[60]
- Po mnenju revije The Economist in Ronalda Tierskyja stroga opredelitev Srednje Evrope pomeni Višegrajsko skupino[58][74]
- Zemljevid Srednje Evrope po Lonnieju R. Johnsonu (2011)[75]  Države, ki običajno veljajo za srednjeevropske (po podatkih Svetovne banke in OECD)  Države, ki se štejejo za srednjeevropske le v širšem pomenu besede.
- Srednjeevropske države v Encyclopedia Encarta (2009)[69]   Srednjeevropske države  Slovenija v »južni srednji Evropi«
- Srednjeevropske države po Meyersovem Grosses Taschenlexikon (1999):   Države, ki običajno veljajo za srednjeevropske  Srednjeevropske države v širšem pomenu besede  Države, ki se občasno štejejo za srednjeevropske
- Srednja Evropa (Brockhaus Enzyklopädie, 1998)
- Srednja Evropa po mnenju profesorjev z univerze Swansea Roberta Bideleuxa in Iana Jeffriesa[76]
- Srednja Evropa, kot jo je opredelil E. Schenk (1950)[77]
- Srednja Evropa, kot navaja Alice F. A. Mutton v Srednji Evropi. Regionalna in humana geografija (1961)
- Srednja Evropa po Meyers Enzyklopaedisches Lexikon (1980)

## Države
Razumevanje koncepta Srednje Evrope je stalen vir polemik, čeprav so članice Višegrajske skupine skoraj vedno vključene kot de facto srednjeevropske države. Čeprav so mnenja o tem, katere države spadajo v Srednjo Evropo, zelo različna, po mnogih virih (glej poglavje Opredelitve) regija vključuje spodnje države:
- Avstrijo
- Češko
- Nemčijo
- Madžarsko
- Lihtenštajn
- Poljsko
- Slovaško
- Slovenijo ter
- Švico

Vse ali posamezne srednjeevropske države se včasih glede na kontekst uvrščajo med vzhodnoevropske ali zahodnoevropske držav, nekateri pa jih vse uvrščajo v Vzhodno Evropo: Avstrija je na primer lahko uvrščena med srednjeevropske kot tudi med vzhodnoevropske ali zahodnoevropske države, Slovenijo pa se včasih uvršča v jugovzhodno ali vzhodno Evropo.

### Ostale države in regije
Nekateri viri dodajajo tudi sosednje države iz zgodovinskih razlogov (nekdanjo Avstro-Ogrsko in Nemško cesarstvo ter sodobno Estonijo, Latvijo in Litvo) ali zaradi geografskih in/ali kulturnih razlogov:
- Hrvaška [63][87][88][89][90] (lahko tudi v Jugovzhodni Evropi)[91][92]
- Romunija (Transilvanija, skupaj z Banatom, Crișana, Maramureș,[93] Bukovina[94][95][96][97] in Muntenija skupaj z Oltenijo[98])
- Rusija (Kaliningrajska oblast)
- Srbija (predvsem Vojvodina in severni Beograd)[99][100][101][102][103][104]
- Ukrajina (Zakarpatje,[105] Galicija in Severna Bukovina[94])
- Luksemburg

Tri baltske države (Litva, Latvija in Estonija), ki geografsko ležijo v Severni Evropi, so v nemški tradiciji izraza Mitteleuropa veljale za del Srednje Evrope. Države Beneluksa na splošno veljajo za del Zahodne Evrope in ne Srednje Evrope. Kljub temu se zaradi kulturnih, zgodovinskih in jezikovnih vezi občasno omenjajo v srednjeevropskem kontekstu.
Nekatere regije sosednjih držav so lahko včasih vključene v Srednjo Evropo:
- Italija (Južna Tirolska, Trentino, Trst in Gorica, Furlanija, Lombardija in Benečija ali vsa severna Italija)[106][neuspešno preverjanje]
- Francija (Alzacija, nemška Lorena, občasno celotna Lorena, Franche-Comté, Ardeni in Savoja)
- Belgija (Ardeni)

## Geografija
Geografsko so naravne meje Srednje Evrope s sosednjimi regijami določene na severu prek Baltskega morja, in sicer s Severno Evropo (ali Skandinavijo), in na jugu prek Alp, Apeninskega polotoka (ali Italije) in Balkanskega polotoka prek linije Soča-Krka-Sava-Donava. Meje med Zahodno in Vzhodno Evropo so geografsko manj določene, zato se kulturne in zgodovinske meje lažje premikajo v smeri zahod-vzhod kot v smeri jug-sever. Izjema je reka Ren, ki teče od juga proti severu skozi zahodno Nemčijo.
Na jugu Panonsko nižino omejujeta reki Sava in Donava ter njuni poplavni območji. Panonska nižina se razprostira v naslednjih državah: Avstriji, Hrvaški, Madžarski, Romuniji, Srbiji, Slovaški in Sloveniji ter se dotika meja Bosne in Hercegovine ter Ukrajine (»obpanonske države«).
Dinarsko gorovje se kot jugovzhodni del Vzhodnih Alp raztezajo 650 kilometrov vzdolž obale Jadranskega morja (severozahod-jugovzhod), od Julijskih Alp na severozahodu do masiva Šar-Korab v smeri sever-jug. Po podatkih Svobodne univerze v Berlinu se ta gorska veriga uvršča v Južno Srednjo Evropo. Mesto Trst na tem območju, na primer, se izrecno šteje za città mitteleuropea (srednjeevropsko mesto). Predvsem zato, ker leži na stičišču latinske, slovanske, germanske, grške in judovske kulture na eni strani ter geografskega območja Sredozemlja in Alp na drugi. Opravljena je geografska in kulturna dodelitev.
Srednjeevropsko rastlinsko območje se razteza od osrednje Francije (Centralni masiv) do osrednje Romunije (Karpati) in južne Skandinavije.

## Demografija
Srednja Evropa je ena od najbolj poseljenih regij na celini. Vključuje različno velike države, od majhnega Lihtenštajna do Nemčije, druge največje evropske države po številu prebivalcev. Demografski podatki za države, ki v celoti ležijo znotraj pojma Srednja Evropa (»osrednje države«), štejejo približno 165 milijonov ljudi, od tega je približno 82 milijonov prebivalcev Nemčije. Ostale države so: Poljska z 38,5 milijona prebivalcev, Češka z 10,5 milijona prebivalcev, Madžarska z 10 milijoni prebivalcev, Avstrija z 8,8 milijona prebivalcev, Švica z 8,5 milijona prebivalcev, Slovaška s 5,4 milijona prebivalcev, Slovenija z 2,1 milijona prebivalcev, in Lihtenštajn z nekaj manj kot 40.000 prebivalcev.
Če bi delno ali v celoti vključili tudi države, ki jih občasno uvrščamo v Srednjo Evropo – Hrvaško (4,3 milijona), Romunijo (20 milijonov), Litvo (2,9 milijona), Latvijo (2 milijona), Estonijo (1,3 milijona) in Srbijo (7,1 milijona) –, bi se število povečalo za 25 do 35 milijonov, odvisno od tega, ali bi uporabili regionalni ali integralni pristop. Če bi v demografski korpus vključili manjše, zahodne in vzhodne zgodovinske dele Srednje Evrope, bi v skupno število dodali še dodatnih 20 milijonov ljudi različnih narodnosti, kar bi preseglo številko 200 milijonov ljudi.

### Navedbe
1. ↑  Glej:[5][6][7][8][9][10][11][12][13][14]

1. 1 2  »The World Factbook: Field listing – Location«. The World Factbook. Central Intelligence Agency. 2009. Arhivirano iz prvotnega spletišča dne 24. maja 2011. Pridobljeno 3. maja 2009.
2. 1 2  Jordan, Peter (2005). »Großgliederung Europas nach kulturräumlichen Kriterien« [The large-scale division of Europe according to cultural-spatial criteria]. Europa Regional. Leipzig: Leibniz-Institut für Länderkunde (IfL). 13 (4): 162–173. Pridobljeno 21. januarja 2019 – prek Ständiger Ausschuss für geographische Namen (StAGN).
3. ↑  Lecture 14: The Origins of the Cold War. Historyguide.org. Retrieved 29 October 2011.
4. ↑  »Central Europe –The future of the Visegrad group«. The Economist. 14. april 2005. Pridobljeno 7. marca 2009.
5. ↑  Ágh 1998, str. 2–8.
6. ↑  »Central European Identity in Politics – Jiří Pehe« (v češčini). Conference on Central European Identity, Central European Foundation, Bratislava. 2002. Pridobljeno 31. januarja 2010.
7. ↑  »Europe of Cultures: Cultural Identity of Central Europe«. Europe House Zagreb, Culturelink Network/IRMO. 24. november 1996. Pridobljeno 31. januarja 2010.
8. ↑  Comparative Central European culture. Purdue University Press. 2002. ISBN 978-1-55753-240-4. Pridobljeno 31. januarja 2010.
9. ↑  »An Introduction to Central Europe: History, Culture, and Politics – Preparatory Course for Study Abroad Undergraduate Students at CEU« (PDF). Budapest: Central European University. Fall 2006. Arhivirano iz prvotnega spletišča (PDF) dne 17. junija 2010.
10. ↑  Ben Koschalka – content, Monika Lasota – design and coding. »To Be (or Not To Be) Central European: 20th Century Central and Eastern European Literature«. Centre for European Studies of the Jagiellonian University. Arhivirano iz prvotnega spletišča dne 3. marca 2001. Pridobljeno 31. januarja 2010.
11. ↑  »Ten Untaught Lessons about Central Europe-Charles Ingrao«. Habs burg Occasional Papers, No. 1. 1996. Arhivirano iz prvotnega spletišča dne 14. decembra 2003. Pridobljeno 31. januarja 2010.
12. ↑  »Introduction to the electronic version of Cross Currents«. Scholarly Publishing Office of the University of Michigan Library. Pridobljeno 31. januarja 2010.
13. ↑  Cornis-Pope, Marcel; Neubauer, John (2004). History of the literary cultures of East–Central Europe: junctures and disjunctures in the 19th and 20th centuries, Volume 2. ISBN 9027234531.
14. ↑  »When identity becomes an alibi (Institut Ramon Llull)« (PDF). Arhivirano (PDF) iz spletišča dne 9. oktobra 2022.
15. ↑  Karl A. Sinnhuber, Central Europe: Mitteleuropa: Europe Centrale: An Analysis of a Geographical Term, Transactions and Papers 20 (1954), 20-21.https://www.gla.ac.uk/0t4/crcees/files/summerschool/readings/school10/reading_list/Sinnhuber.pdf
16. ↑  »The end of WWII and the division of Europe«. Pridobljeno 20. marca 2021.
17. ↑  »The Mice that Roared: Central Europe Is Reshaping Global Politics«. Der Spiegel. 26. februar 2006. Pridobljeno 31. januarja 2010.
18. ↑  »The tragedy of Central Europe«. Pridobljeno 20. marca 2021.
19. ↑  Magocsi 2002, chapter 11.
20. ↑  Kasper von Greyerz (2007). Religion and Culture in Early Modern Europe. Oxford University Press. str. 38–. ISBN 978-0-19-804384-3.
21. ↑  Jean W Sedlar (1994). East Central Europe in the Middle Ages, 1000–1500. University of Washington Press. str. 161–. ISBN 0-295-97291-2.
22. ↑  László Zsinka. »Similarities and Differences in Polish and Hungarian History« (PDF). Arhivirano (PDF) iz spletišča dne 9. oktobra 2022. Pridobljeno 15. januarja 2015.
23. 1 2  Halman, Loek; Wilhelmus Antonius Arts (2004). European values at the turn of the millennium. Brill Publishers. str. 120. ISBN 978-90-04-13981-7.
24. ↑  Source: Geographisches Handbuch zu Andrees Handatlas, vierte Auflage, Bielefeld und Leipzig, Velhagen und Klasing, 1902.
25. ↑  Jackson J. Spielvogel: Western Civilization: Alternate Volume: Since 1300. p. 618.
26. 1 2  »"Mitteleuropa" is a multi-facetted concept and difficult to handle« (PDF). Arhivirano iz prvotnega spletišča (PDF) dne 17. decembra 2008. Pridobljeno 31. januarja 2010.
27. ↑  A. Podraza, Europa Środkowa jako region historyczny, 17th Congress of Polish Historians, Jagiellonian University 2004
28. ↑  Joseph Franz Maria Partsch, Clementina Black, Halford John Mackinder, Central Europe, New York 1903
29. ↑  F. Naumann, Mitteleuropa, Berlin: Reimer, 1915
30. 1 2  »Between Worlds«. The MIT Press. Arhivirano iz prvotnega spletišča dne 22. septembra 2006. Pridobljeno 31. januarja 2010.
31. ↑  ,  and ; Géographie universelle (1927), edited by Paul Vidal de la Blache and Lucien Gallois
32. 1 2  Deak, I. (2006). »The Versailles System and Central Europe«. The English Historical Review. CXXI (490): 338. doi:10.1093/ehr/cej100. ISSN 0013-8266.
33. ↑  »Mitteleuropa«. Termania. Amebis. Pridobljeno 19. oktobra 2022.
34. ↑  Johnson 1996, str. 165.
35. ↑  Hayes 1994, str. 16.
36. ↑  Hayes 1994, str. 17.
37. ↑  Johnson 1996, str. 6.
38. ↑  Johnson 1996, str. 7.
39. ↑  Johnson 1996, str. ;7, 165, 170.
40. ↑  SPIEGEL, Klaus Wiegrefe, DER (13. avgust 2010). »Churchill und die Deutschen - DER SPIEGEL - Geschichte«. Der Spiegel.
41. ↑  Peter Broucek "Die österreichische Identität im Widerstand 1938–1945" (2008), p 163.
42. ↑  Pirker, Peter (2012). Suberversion deutscher Herrschaft. Der britische Geheimdienst SOE und Österreich. Zeitgeschichte im Kontext. Zv. 6. Göttingen: V & R Unipress. str. 252. ISBN 9783862349906.
43. ↑  Olga S. Opfell "Royalty Who Wait: The 21 Heads of Formerly Regnant Houses of Europe" (2001), p 133.
44. ↑  Kellerhoff, Sven Felix (19. marec 2019). »"Unternehmen Margarethe": Wehrmacht besetzt 1944 Ungarn«. Die Welt.
45. ↑  Heidegger, Gerald; ORF.at (26. april 2020). »1945/2020: Die Sowjets und die Österreich-Idee«. news.ORF.at (v nemščini). Pridobljeno 26. aprila 2020.
46. ↑  Gerald Stourzh "Geschichte des Staatsvertrages 1945-1955" (1980), p 4.
47. ↑  Wolfgang Mueller "Die sowjetische Besatzung in Österreich 1945-1955 und ihre politische Mission" (German - "The Soviet occupation in Austria 1945-1955 and its political mission"), 2005, p 24.
48. ↑  Sinnhuber, Karl A. (1. januar 1954). »Central Europe: Mitteleuropa: Europe Centrale: An Analysis of a Geographical Term«. Transactions and Papers (Institute of British Geographers) (20): 15–39. doi:10.2307/621131. JSTOR 621131.
49. ↑  »ISES« (PDF). ises.hu. Arhivirano (PDF) iz spletišča dne 9. oktobra 2022.
50. ↑  One of the main representatives was Oscar Halecki and his book The limits and divisions of European history, London and New York 1950
51. ↑  A. Podraza, Europa Środkowa jako region historyczny, 17th Congress of Polish Historians, Jagiellonian University 2004
52. ↑  Hilde Szabo: Die Berliner Mauer begann im Burgenland zu bröckeln (The Berlin Wall began to crumble in Burgenland - German), in Wiener Zeitung 16 August 1999; Otmar Lahodynsky: Paneuropäisches Picknick: Die Generalprobe für den Mauerfall (Pan-European picnic: the dress rehearsal for the fall of the Berlin Wall - German), in: Profil 9 August 2014.
53. ↑  Ludwig Greven "Und dann ging das Tor auf", in Die Zeit, 19 August 2014.
54. ↑  Miklós Németh in Interview, Austrian TV - ORF "Report", 25 June 2019.
55. ↑  Otmar Lahodynsky "Eiserner Vorhang: Picknick an der Grenze" (Iron curtain: picnic at the border - German), in Profil 13 June 2019.
56. ↑  Thomas Roser: DDR-Massenflucht: Ein Picknick hebt die Welt aus den Angeln (German - Mass exodus of the GDR: A picnic clears the world) in: Die Presse 16 August 2018.
57. ↑  Andreas Rödder, Deutschland einig Vaterland – Die Geschichte der Wiedervereinigung (2009).
58. 1 2  Tiersky 2004, str. 472.
59. 1 2 3  Katzenstein 1997, str. 6.
60. 1 2  Katzenstein 1997, str. 4.
61. ↑  Jerzy Kłoczowski, Actualité des grandes traditions de la cohabitation et du dialogue des cultures en Europe du Centre-Est, in: L'héritage historique de la Res Publica de Plusieurs Nations, Lublin 2004, pp. 29–30 ISBN 83-85854-82-7
62. ↑  Oskar Halecki, The Limits and Divisions of European History, Sheed & Ward: London and New York 1950, chapter VII
63. 1 2  Johnson 1996, str. ?.
64. 1 2 3 4 5 6 7 8  Johnson 1996, str. 4.
65. ↑  Legvold, Robert (Maj–junij 1997). »Central Europe: Enemies, Neighbors, Friends«. Foreign Affairs. Council on Foreign Relations. Pridobljeno 20. maja 2009.
66. ↑  »Selected as "Editor's Choice" of the History Book Club«. Oxford University Press. Pridobljeno 20. maja 2009.[mrtva povezava]
67. ↑  Bucur, Maria (Junij 1997). »The Myths and Memories We Teach By«. Indiana University. Pridobljeno 23. decembra 2011.
68. ↑  »Europe«. Columbia Encyclopedia. Columbia University Press. 2009.
69. 1 2  »Slovenia«. Encarta. Arhivirano iz prvotnega spletišča dne 28. oktobra 2009. Pridobljeno 1. maja 2009.
70. ↑  Band 16, Bibliographisches Institut Mannheim/Wien/Zürich, Lexikon Verlag 1980
71. 1 2  Magocsi 2002, str. 20.
72. ↑  Zepetnek 2011, str. 24.
73. ↑  Vértesy, László (2018). »Macroeconomic Legal Trends in the EU11 Countries« (PDF). Public Governance, Administration and Finances Law Review. 3. No. 1. 2018. Arhivirano iz prvotnega spletišča (PDF) dne 12. avgusta 2019. Pridobljeno 12. avgusta 2019.
74. ↑  Johnson 1996, str. 16.
75. ↑  Robert Bideleux; Ian Jeffries (10. april 2006). A History of Eastern Europe: Crisis and Change. Routledge. str. 12. ISBN 978-1-134-71984-6. Pridobljeno 16. oktobra 2015.
76. ↑  Erich Schenk, Mitteleuropa. Düsseldorf, 1950
77. ↑  »For the Record«. The Washington Post. 3. maj 1990. Arhivirano iz prvotnega spletišča dne 24. junija 2011. Pridobljeno 31. januarja 2010 – prek Highbeam.com.
78. ↑  »From Visegrad to Mitteleuropa«. The Economist. 14. april 2005.
79. 1 2  »United Nations Statistics Division – Standard Country and Area Codes Classifications (M49)«. United Nations. 31. oktober 2013. Pridobljeno 4. avgusta 2014.
80. 1 2  »World Population Ageing: 1950–2050« (PDF). United Nations. Arhivirano (PDF) iz spletišča dne 9. oktobra 2022. Pridobljeno 15. januarja 2015.
81. 1 2  »Browse MT 7206«. Europa (web portal). Arhivirano iz prvotnega spletišča dne 5. januarja 2017. Pridobljeno 4. avgusta 2014.
82. ↑  Webra International Kft. (18. marec 1999). »The Puzzle of Central Europe«. Visegradgroup.eu. Pridobljeno 4. avgusta 2014.
83. 1 2  »Highlights of Eastern Europe (Vienna through Slovenia, Croatia, Hungary, Slovakia, Poland, Germany and the Czech Republic)«. a-ztours.com. Arhivirano iz prvotnega spletišča dne 20. oktobra 2014. Pridobljeno 15. januarja 2015.
84. ↑  »Mastication Monologues: Western Europe«. masticationmonologues.com. 11. junij 2014. Pridobljeno 15. januarja 2015.
85. ↑  »Map of europe«. TheFreeDictionary.com. Pridobljeno 2. junija 2021.
86. ↑  »In the Heavy Shadow of the Ukraine/Russia Crisis, page 10« (PDF). European Bank for Reconstruction and Development. september 2014. Arhivirano (PDF) iz spletišča dne 9. oktobra 2022. Pridobljeno 15. januarja 2015.{{navedi splet}}:  Vzdrževanje CS1: samodejni prevod datuma (povezava)
87. ↑  »UNHCR in Central Europe«. UNCHR. Arhivirano iz prvotnega spletišča dne 26. avgusta 2013.
88. ↑  »Central European Green Corridors – Fast charging cross-border infrastructure for electric vehicles, connecting Austria, Slovakia, Slovenia, Germany and Croatia« (PDF). Central European Green Corridors. Oktober 2014. Arhivirano iz prvotnega spletišča (PDF) dne 2. aprila 2015.
89. ↑  »Interreg Central Europe Homepage«. central2020.eu. Arhivirano iz prvotnega spletišča dne 15. oktobra 2015. Pridobljeno 12. oktobra 2022.
90. ↑  Andrew Geddes, Charles Lees, Andrew Taylor : "The European Union and South East Europe: The Dynamics of Europeanization and multilevel governance", 2013, Routledge
91. ↑  Klaus Liebscher, Josef Christl, Peter Mooslechner, Doris Ritzberger-Grünwald : "European Economic Integration and South-East Europe: Challenges and Prospects", 2005, Edward Elgar Publishing Limited
92. ↑  Sven Tägil, Regions in Central Europe: The Legacy of History, C. Hurst & Co. Publishers, 1999, p. 191
93. 1 2  Klaus Peter Berger, The Creeping Codification of the New Lex Mercatoria, Kluwer Law International, 2010, p. 132
94. ↑  Alan Rogers Central Europe 2007 – Quality Camping & Caravanning Sites. Alan Rogers Guides, Ltd. 2007. str. 78. ISBN 9780955048685.
95. ↑  United States. Foreign Broadcast Information Service Daily report: East Europe
96. ↑  Council of Europe. Parliamentary Assembly. Official Report of Debates. Council of Europe. 1994. str. 1579. ISBN 978-92-871-2516-3. Pridobljeno 16. oktobra 2015.
97. ↑  »Unitatile fizico-geografice din Europa Centrala – Profu' de geogra'« (v romunščini). Pridobljeno 2. junija 2022.
98. ↑  »About Serbia«. UNDP in Serbia. United Nations Development Programme. 2018. Arhivirano iz prvotnega spletišča dne 14. maja 2021. Pridobljeno 19. oktobra 2022.
99. ↑  Irena Kogan: Delayed Transition: Education and Labor Market in Serbia , Making the Transition: Education and Labor Market Entry in Central and Eastern Europe, 2011, chapter 6
100. ↑  Shadbolt, Peter (11. december 2014). »Serbia: the country at the crossroads of Europe«. CNN.
101. ↑  WMO, UNCCD, FAO, UNW-DPC , Country Report: Drought conditions and management strategies in Serbia, 2013, p. 1
102. ↑  Zepetnek 2011, str. ?.
103. ↑  Government of Hungary, Prime Minister Viktor Orbán's speech at the Energy Forum following a joint meeting of the Serbian and Hungarian cabinets  »arhivska kopija«. Arhivirano iz prvotnega dne 23. decembra 2018. Pridobljeno 19. oktobra 2022.{{navedi splet}}:  Vzdrževanje CS1: bot: neznano stanje prvotnega URL-ja (povezava), Government of Hungary on Serbia, 2018
104. ↑  Transcarpathia: Perephiral Region at the "Centre of Europe" (Google eBook). Region State and Identity in Central and Eastern Europe. Routledge. 2013. str. 155. ISBN 978-1-136-34323-0.
105. ↑  Bokros, Lajos (15. januar 2013). Accidental Occidental: Economics and Culture of Transition in Mitteleuropa, the Baltic and the Balkan Area. Central European University Press. ISBN 9786155225246 – prek Google Books.
106. ↑  Danube Facts and Figures. Bosnia and Herzegovina (April 2007) (PDF file)
107. ↑  »Dinaric Alps (mountains, Europe)«. Encyclopædia Britannica. Pridobljeno 31. januarja 2010.
108. ↑  Juliane Dittrich (14. april 2005). Die Alpen – Höhenstufen und Vegetation – Hauptseminararbeit. GRIN. ISBN 9783638365840. Pridobljeno 31. januarja 2010.
109. ↑  Wolfgang Frey and Rainer Lösch; Lehrbuch der Geobotanik. Pflanze und Vegetation in Raum und Zeit. Elsevier, Spektrum Akademischer Verlag, München 2004 ISBN 3-8274-1193-9
110. ↑  »Demography report 2010« (PDF). Eurostat. Arhivirano iz prvotnega spletišča (PDF) dne 27. februarja 2012. Pridobljeno 12. maja 2012.
111. ↑  »Główny Urząd Statystyczny / Spisy Powszechne / NSP 2011 / Wyniki spisu NSP 2011«. 14. julij 2014. Arhivirano iz prvotnega spletišča dne 14. julija 2014.
112. ↑  »Czech Republic: The Final Census Results to be Released in the Third Quarter of 2012« (PDF). Czech Statistical Office. 7. maj 2012. Arhivirano iz prvotnega spletišča (PDF) dne 3. marca 2016. Pridobljeno 15. oktobra 2015.
113. ↑  »Sajtótájékoztató 2013« [Press Conference 2013] (PDF) (tiskovna objava) (v madžarščini). Hungarian Central Statistical Office. 28. marec 2013. Arhivirano (PDF) iz spletišča dne 9. oktobra 2022. Pridobljeno 15. oktobra 2015.
114. ↑  »Swiss Statistics – Overview«. Bfs.admin.ch. 27. avgust 2015. Arhivirano iz prvotnega spletišča dne 28. junija 2016. Pridobljeno 24. septembra 2015.
115. ↑  »Development in the number of inhabitants – 2011, 2001, 1991, 1980, 1970« (PDF). Statistical Office of the Slovak Republic. 2012. Arhivirano iz prvotnega spletišča (PDF) dne 14. novembra 2012.
116. ↑  »Population and household censuses«. SiStat Database. Pridobljeno 15. januarja 2022.
117. ↑  »Landesverwaltung Liechtenstein«. Llv.li. Pridobljeno 24. septembra 2015.
118. ↑  »Central Bureau of Statistics«. Dzs.hr. Arhivirano iz prvotnega spletišča dne 14. januarja 2017. Pridobljeno 27. septembra 2015.
119. ↑  »ПОЧЕТНА | Републички завод за статистику Србије«. www.stat.gov.rs. Pridobljeno 13. februarja 2019.
120. ↑  »Total population, Candidate countries and potential candidates«. Eurostat.
121. Dumitran, Adriana (2010). »Uspořádání Evropy – duch kulturní jednoty na prahu vzniku novověké Evropy« [The shape of Europe. The spirit of unity through culture in the eve of Modern Europe] (v češčini). Czech Republic: Bibliography of the History of the Czech Lands, The Institute of History, Academy of Sciences of the Czech Republic.

## Splošni in navedeni viri
- Ádám, Magda (2003). The Versailles System and Central Europe Variorum Collected Studies. Ashgate. ISBN 0-86078-905-5.
- Ádám, Magda (1993). The Little Entente and Europe(1920–1929). Akadémiai Kiadó. ISBN 963-05-6420-3.
- Ágh, Attila (1998). The politics of Central Europe. Sage. ISBN 0-7619-5032-X.
- Hayes, Bascom Barry (1994). Bismarck and Mitteleuropa. Fairleigh Dickinson University Press. ISBN 978-0-8386-3512-4.
- Johnson, Lonnie R. (1996). Central Europe: enemies, neighbors, friends. Oxford University Press. ISBN 978-0-19-510071-6.
- Katzenstein, Peter J. (1997). Mitteleuropa: Between Europe and Germany. Berghahn Books. ISBN 978-1-57181-124-0.
- Magocsi, Paul Robert (2002). Historical Atlas of Central Europe (Rev. and expanded izd.). University of Toronto Press. ISBN 978-0-8020-8486-6. OCLC 150672781.
- O. Benson, Forgacs (2002). Between Worlds. A Sourcebook of Central European Avant-Gardes, 1910–1930. MIT Press. ISBN 978-0-262-02530-0.
- Tiersky, Ronald (2004). Europe today. Rowman & Littlefield. ISBN 978-0-7425-2805-5.
- Tötösy de Zepetnek, Steven; Vasvári, Louise Olga (2011). Comparative Hungarian Cultural Studies. Comparative cultural studies. West Lafayette, Indiana: Purdue University Press. ISBN 978-1-55753-593-1. OCLC 1088215162. Pridobljeno 24. novembra 2014.
- Shared Pasts in Central and Southeast Europe, 17th–21st Centuries. Eds. G. Demeter, P. Peykovska. 2015